# Wedding Peach
Wedding Peach (愛天使伝説ウェディングピーチ Ai Tenshi Densetsu Vedingu Pīchi?), traducida en España como Hada Nupcial es una serie de anime magical girl creada en 1995 por KSS, consta de 51 episodios y una continuación en 1996 de 4 OVA llamada Wedding Peach DX. En España el anime fue emitido en las cadenas de TV Buzz y Antena 3, y el manga fue publicado por Ivrea.

## Argumento
La serie narra la historia de tres jovencitas: Momoko, Hinagiku y Yuri, quienes fueron escogidas por el Angel Limone para convertirse en Hada, Angel Margarita y Angel Lirio respectivamente. Ellas deben enfrentarse a los demonios enviados por la Reina Devila que gobierna el reino de los demonios. La Reina Devila desea encontrar 4 cosas sagradas del amor para poder derrotar a la Reina Afrodita, que gobierna el mundo de los ángeles: Tenshi Kai. Las 4 cosas sagradas del amor (The Saint something four) estaban en el mundo de los ángeles, pero debido a la pelea empezada con el mundo de los demonios, estas 4 cosas cayeron en la Tierra. Las 4 cosas sagradas del amor son: Objeto Nuevo (para el futuro), objeto Viejo (para la continuidad), objeto Prestado (para la buena suerte) y objeto Azul (para la fertilidad). Hada, Angel Margarita y Angel Lirio deben encontrar estas 4 cosas para poder derrotar a la Reina Devila.

## Historia
Esta historia comienza mucho antes del nacimiento de Momoko y Yousuke. Hace mucho tiempo atrás no había guerra entre el mundo de los Ángeles y de los Demonios. Todo comenzó cuando una día la Reina Devilla se adentró en el mundo de los Ángeles para ver lo que había. Una vez allí, su mirada se posó sobre un ángel muy guapo llamado Nitamiinu. Al verlo, se enamora de él instantáneamente. Cuando la reina Devilla iba a hablarle, apareció otro ángel, una mujer llamada Pisuteiru que se acercó a él y le dio un beso. Al ver que el ángel ya estaba comprometido con otra mujer, la Reina Devilla se llenó de celos y odio. A partir de ese momento, ella se transformó radicalmente y jura tomar venganza. Desde entonces su misión se volvió destruir el mundo de los ángeles y borrar de la faz de la Tierra las ondas que genera el amor.
Esto fue lo que dio inicio a la guerra entre los dos mundos. En un momento de la guerra hubo una batalla muy importante en la cual lucharon los ángeles Lily (lirio), Daisy (margarita), Salvia, Cerezo y el demonio Urugano. Urugano era muy fuerte y durante la batalla envió a la Tierra a Daisy y Lily. Salvia se quedó junto a Cerezo pero muy herida. Al final sólo quedaron Cerezo y Urugano. Los dos lucharon con su máximo poder pero debido al gran golpe que generó la batalla, ambos fueron enviados a la Tierra.
En la Tierra, todos iniciaron una nueva vida sin recordar sus pasados. Cerezo se casó y dio a luz a Momoko, Urugano también se casó y fue padre de Yousuke. Ahora en el tiempo actual con Momoko y Yousuke ya mayores se tiene que definir quien será el ganador de esta pelea que aun continua. Todo esto se definirá en la Tierra. Aun así, Momoko y Yosuke se aman demasiado para luchar y mantenerse separados, ahora juntos deben vencer a la Reina Devilla.

## Personajes
Momoko Hanasaki (花咲 ももこ Hanasaki Momoko?)/Wedding Peach
Seiyuu: Kyoko Hikami
La protagonista del anime. Momoko significa Niña Durazno. Es mitad ángel. Se transforma en Wedding Peach. Al igual que varias de su clase, está enamorada de Yanagiba, pero con el tiempo se enamora de Yousuke. Es distraída y un poco torpe, pero tiene fuertes sentimientos que terminan salvando a todos. A diferencia de las demás, es la más ingenua. Es la portadora del primer objeto sagrado (el objeto antiguo). Su madre a diferencia de todas es una ángel llamado Celeste que sabiendo la verdad trata de alejarse para que Momoko tenga una vida normal.
Yuri Tanima (谷間 ゆり Tanima Yuri?)/Angel Lily
Seiyuu: Yukana Nogami
Una de las mejores amigas de Momoko. Yuri significa Lirio. Es muy educada y lista. Se transforma en Angel Lily y es la reencarnación de la Angel Lily original. Se enamora de Yanagiba y este le corresponde. Es hija de una diseñadora de vestidos de novia, y es la modelo de esta marca. Es la portadora del segundo objeto sagrado (el objeto azul).
Hinagiku Tamano (珠野 ひなぎく Tamano Hinagiku?)/Angel Daisy
Seiyuu: Yuko Miyamura
Otra de las mejores amigas de Momoko. Hinagiku significa Margarita. Es una tomboy quien practica judo. Se enamora de Takuro, un amigo de infancia. Es la reencarnación de la Angel Daisy original. Es la portadora del tercer objeto sagrado (el objeto prestado).
Scarlett O'Hara (スカーレット 小原 Scarlet O'Hara?)/Angel Salvia
Seiyuu: Yuka Imai
La Última Angel. Es extranjera y a diferencia de las otras no tiene un pasado propio. A diferencia de las otras tres, ella es un ángel al igual que Limone. Es la portadora del cuarto objeto sagrado (el objeto nuevo).
Yousuke Fuuma (風摩 ようすけ Fuuma Yousuke?)/Viento
Seiyuu: Yuji Ueda
El portero del equipo escolar. Le gusta molestar a Momoko. Se termina enamorando de Momoko. Es el hijo del demononio Urugano, un demonio muy poderoso, y hereda su poder. Una de las herencias que le dejó su padre fue un cascabel.
Kazuya Yanagiba (柳葉 和也 Yanagiba Kazuya?)/Limone
Seiyuu: Shinichiro Miki
Es uno de los jugadores más importantes del equipo se descubre después que es Limone (que significa Limón en italiano), un poderoso ángel. Se enamora de Angel Lily. Es el amor ilusorio de las 3 chicas (Momoko, Yuri y Hinagiku).
Takuro Amano (雨野 たくろう Amano Takuro?)
Seiyuu: Kappei Yamaguchi
Un amigo de la infancia de Hinagiku, del cual ella se enamora.